# Puig de la Jaça de l'Home
El Puig de la Jaça de l'Home és una muntanya de 412 metres que es troba al municipi d'Espolla, a la comarca catalana de l'Alt Empordà. És un puig que forma part d'una serra que divideix les valls de Freixe i dels Pils, amb el riu Orlina o, cosa que és el mateix, dels termes municipals d'Espolla i Rabós.